# Grande mosquée de Metz
La grande mosquée de Metz est un édifice religieux musulman en construction, situé à Metz, en France, dans le département de la Moselle.

## Situation
La mosquée se situera dans le quartier de Borny, entre le boulevard de la Défense et la rue Bergson.

## Histoire
Aux confins de trois pays, Luxembourg-Allemagne-Belgique, Metz est la capitale régionale jouissant d’une situation au centre de l'Europe et propice à l’implantation humaine. 10 % de la population de la région messine est de confession musulmane soit plus de 30 000 personnes. Elle constituera une œuvre d’art en fer forgé afin de faire hommage aux premiers immigrés qui ont travaillé dans la région.

## Description
Le permis de construire prévoit la construction d'un bâtiment de 5 649 m2 au sol, sur 11 843 m2 de terrain, il y aura un musée de l’immigration mais aussi un institut du monde arabe. La salle de prière pourra accueillir plus de 1 500 fidèles, la mosquée sera la plus grande de Lorraine.
Le minaret aura une hauteur de 34m.